# Ingrid Brekke
Ingrid Brekke (ur. 22 czerwca 1969 w Trondheim) – norweska pisarka i dziennikarka.

## Życiorys
Ukończyła studia filozoficzno-literaturoznawcze na Norweskim Uniwersytecie Naukowo-Technicznym w Trondheim. Studiowała także w Darlington. Od 1994 pracuje jako dziennikarka, najpierw w czasopiśmie Klassekampen, później w Universitas. Od 2000 związana z dziennikiem Aftenposten, początkowo zajmowała się kulturą, następnie przeszła do działu zagranicznego. Od 2010 do 2012 była korespondentką w Berlinie. Jako pisarka porusza przede wszystkim tematykę Europy Środkowej i Wschodniej. W 2017 otrzymała Nagrodę im. Willy'ego Brandta. W 2019 wydała książkę Polen. Aske og diamanter [Polska. Popiół i diamenty], przybliżającą norweskim czytelnikom najnowszą historię Polski.

## Książki
- Polen. Aske og diamanter, Humanist, 2019, ISBN 978-82-8282-179-7
- Angela Merkel. Et europeisk drama, Kagge Forlag, 2016, ISBN 978-82-489-1905-6
- Da øst ble vest. Livet i Europa etter kommunismens fall, Kagge Forlag, 2014, ISBN 978-82-489-1494-5.